# Hypothenemus
Hypothenemus är ett släkte av skalbaggar. Hypothenemus ingår i familjen vivlar.

## Dottertaxa tillHypothenemus, i alfabetisk ordning[1]
- Hypothenemus abdominalis
- Hypothenemus aberrans
- Hypothenemus abruptus
- Hypothenemus acaciae
- Hypothenemus adscitus
- Hypothenemus aequaliclavatus
- Hypothenemus aethiops
- Hypothenemus africanus
- Hypothenemus agnatus
- Hypothenemus alternans
- Hypothenemus alternatus
- Hypothenemus amakusanus
- Hypothenemus amplipennis
- Hypothenemus apicalis
- Hypothenemus areccae
- Hypothenemus argentinensis
- Hypothenemus artocarpi
- Hypothenemus arundinis
- Hypothenemus asaroriensis
- Hypothenemus ascitus
- Hypothenemus asiminae
- Hypothenemus ater
- Hypothenemus aterrimulus
- Hypothenemus aterrimus
- Hypothenemus atomus
- Hypothenemus atratus
- Hypothenemus aulmanni
- Hypothenemus avitus
- Hypothenemus balachowskyi
- Hypothenemus baloghi
- Hypothenemus bambusae
- Hypothenemus bauhaniae
- Hypothenemus beameri
- Hypothenemus bezaziani
- Hypothenemus bicinctus
- Hypothenemus bicolor
- Hypothenemus bidens
- Hypothenemus birmanus
- Hypothenemus biseriatus
- Hypothenemus bolivianus
- Hypothenemus bradfordi
- Hypothenemus brevicollis
- Hypothenemus brevis
- Hypothenemus brownei
- Hypothenemus brunneipennis
- Hypothenemus brunneus
- Hypothenemus californicus
- Hypothenemus camerunus
- Hypothenemus capitalis
- Hypothenemus carbonarius
- Hypothenemus cassavaensis
- Hypothenemus ceibae
- Hypothenemus chamaecipariae
- Hypothenemus citri
- Hypothenemus colae
- Hypothenemus columbi
- Hypothenemus comosus
- Hypothenemus concolor
- Hypothenemus confusus
- Hypothenemus corni
- Hypothenemus cosmoderoides
- Hypothenemus costatus
- Hypothenemus criticus
- Hypothenemus crudiae
- Hypothenemus cryphaloides
- Hypothenemus cryphalomorphus
- Hypothenemus cuneolus
- Hypothenemus curtipennis
- Hypothenemus cylindraceus
- Hypothenemus cylindricus
- Hypothenemus cylindripennis
- Hypothenemus cynometrae
- Hypothenemus delicatus
- Hypothenemus deprecator
- Hypothenemus dexter
- Hypothenemus dimorphus
- Hypothenemus dipterocarpi
- Hypothenemus dissimilis
- Hypothenemus distinctus
- Hypothenemus dolichocola
- Hypothenemus dolosus
- Hypothenemus donisi
- Hypothenemus dorsosignatus
- Hypothenemus dubiosus
- Hypothenemus dubius
- Hypothenemus elaphas
- Hypothenemus emarginatus
- Hypothenemus emmi
- Hypothenemus erectus
- Hypothenemus eruditus
- Hypothenemus euphorbiae
- Hypothenemus eupolyphagus
- Hypothenemus eximius
- Hypothenemus expers
- Hypothenemus externedentatus
- Hypothenemus farinosus
- Hypothenemus ferrugineus
- Hypothenemus flavipes
- Hypothenemus flavosquamosus
- Hypothenemus flavus
- Hypothenemus furukawai
- Hypothenemus fuscicollis
- Hypothenemus ghanaensis
- Hypothenemus glabratellus
- Hypothenemus glabratulus
- Hypothenemus glabratus
- Hypothenemus glabripennis
- Hypothenemus gossypii
- Hypothenemus grandis
- Hypothenemus griseus
- Hypothenemus guadeloupensis
- Hypothenemus hamamelidis
- Hypothenemus hampei
- Hypothenemus heathi
- Hypothenemus heterolepis
- Hypothenemus hirsutus
- Hypothenemus hirtipennis
- Hypothenemus hopkinsi
- Hypothenemus hystrix
- Hypothenemus impressifrons
- Hypothenemus incognitus
- Hypothenemus indigens
- Hypothenemus indigenus
- Hypothenemus inermis
- Hypothenemus ingens
- Hypothenemus insignis
- Hypothenemus insulanus
- Hypothenemus insularis
- Hypothenemus insularum
- Hypothenemus interstitialis
- Hypothenemus intricatus
- Hypothenemus japonicus
- Hypothenemus javanus
- Hypothenemus juglandis
- Hypothenemus koebeli
- Hypothenemus kraunhiae
- Hypothenemus kraussei
- Hypothenemus krivolutskayae
- Hypothenemus kuennemanni
- Hypothenemus laevigatus
- Hypothenemus lamuensis
- Hypothenemus lefevrei
- Hypothenemus leprieuri
- Hypothenemus lezjavai
- Hypothenemus liberiensis
- Hypothenemus lineatifrons
- Hypothenemus lineatus
- Hypothenemus longipennis
- Hypothenemus longipilis
- Hypothenemus machnovskii
- Hypothenemus macrolobii
- Hypothenemus maculicollis
- Hypothenemus madagascariensis
- Hypothenemus magnus
- Hypothenemus major
- Hypothenemus malayensis
- Hypothenemus mali
- Hypothenemus mallyi
- Hypothenemus malus
- Hypothenemus mangarevanus
- Hypothenemus mangovorus
- Hypothenemus marovoayi
- Hypothenemus marshalli
- Hypothenemus marylandicae
- Hypothenemus mateui
- Hypothenemus mauiensis
- Hypothenemus mayumbensis
- Hypothenemus melanarius
- Hypothenemus melasomus
- Hypothenemus mesoleius
- Hypothenemus miles
- Hypothenemus minor
- Hypothenemus minutissimus
- Hypothenemus minutulus
- Hypothenemus modestus
- Hypothenemus morigerus
- Hypothenemus morio
- Hypothenemus morosus
- Hypothenemus mozambiquensis
- Hypothenemus mulongensis
- Hypothenemus multidentatulus
- Hypothenemus multidentatus
- Hypothenemus multipunctatus
- Hypothenemus muticus
- Hypothenemus myristicae
- Hypothenemus namosianus
- Hypothenemus nanellus
- Hypothenemus nanus
- Hypothenemus natalensis
- Hypothenemus nigricollis
- Hypothenemus nigripennis
- Hypothenemus nigropiceus
- Hypothenemus novateutonicus
- Hypothenemus oahuensis
- Hypothenemus oblongus
- Hypothenemus obscuriceps
- Hypothenemus obscurus
- Hypothenemus opacus
- Hypothenemus pacificus
- Hypothenemus pallidus
- Hypothenemus paradoxus
- Hypothenemus parallelus
- Hypothenemus parcius
- Hypothenemus parilis
- Hypothenemus parvulus
- Hypothenemus parvus
- Hypothenemus perappositus
- Hypothenemus perhispidus
- Hypothenemus peritus
- Hypothenemus perpunctatus
- Hypothenemus pilosus
- Hypothenemus plumeriae
- Hypothenemus praecellens
- Hypothenemus pruni
- Hypothenemus pterygosperma
- Hypothenemus pubescens
- Hypothenemus pubipennis
- Hypothenemus punctifrons
- Hypothenemus punctipennis
- Hypothenemus pusillus
- Hypothenemus quadridens
- Hypothenemus ritchiei
- Hypothenemus robiniae
- Hypothenemus robustus
- Hypothenemus rotroui
- Hypothenemus rotundicollis
- Hypothenemus ruficeps
- Hypothenemus rufopalliatus
- Hypothenemus rugifer
- Hypothenemus ruginosus
- Hypothenemus rumseyi
- Hypothenemus sacchari
- Hypothenemus sambesianus
- Hypothenemus samoanus
- Hypothenemus sapporoensis
- Hypothenemus sassaensis
- Hypothenemus schedli
- Hypothenemus scutiae
- Hypothenemus seoulensis
- Hypothenemus seriatus
- Hypothenemus setosus
- Hypothenemus similis
- Hypothenemus simoni
- Hypothenemus sobrinus
- Hypothenemus socialis
- Hypothenemus solitarius
- Hypothenemus solocis
- Hypothenemus sparsedentatus
- Hypothenemus sparsus
- Hypothenemus spinicollis
- Hypothenemus spinosus
- Hypothenemus squamosus
- Hypothenemus stigmosus
- Hypothenemus striatulus
- Hypothenemus styrax
- Hypothenemus subacuminatus
- Hypothenemus subelongatus
- Hypothenemus subglabratus
- Hypothenemus suspectus
- Hypothenemus sylvicola
- Hypothenemus taihokuensis
- Hypothenemus tenuis
- Hypothenemus teretis
- Hypothenemus teteforti
- Hypothenemus thoracicus
- Hypothenemus tonsus
- Hypothenemus toxicodendri
- Hypothenemus tredli
- Hypothenemus trinitatis
- Hypothenemus tristis
- Hypothenemus tritici
- Hypothenemus trivialis
- Hypothenemus tuberculosus
- Hypothenemus tuberosus
- Hypothenemus tungamwansolus
- Hypothenemus vafer
- Hypothenemus valens
- Hypothenemus validus
- Hypothenemus webbi
- Hypothenemus vesculus
- Hypothenemus vianai
- Hypothenemus winkleri
- Hypothenemus vitis
- Hypothenemus xanthophloeae